# شهرستان لیشان
شهرستان لیشان (به لاتین: Leishan County) یک منطقهٔ مسکونی در چین است که در کیاندونگنان واقع شده‌است.